# Judo-Grand-Slam-Turnier in Antalya
Das Grand-Slam-Turnier in Antalya ist ein Judo-Turnier in Antalya. Es fand 2021 zum ersten Mal statt.

## Vorgeschichte
Von 2013 bis 2019 wurde in Antalya ein Grand-Prix-Turnier ausgetragen. Nachdem wegen der COVID-19-Pandemie mehrere Judo-Grand-Slam-Turniere nicht ausgetragen worden waren, wertete die International Judo Federation das Turnier in Antalya zum Grand-Slam-Turnier auf.

## Siegerliste des Turniers 2021
Das erste Grand-Slam-Turnier in Antalya fand vom 1. bis zum 3. April 2021 statt.
Es waren 432 Judoka aus 91 Ländern gemeldet. Wegen der Pandemie waren in der Ausschreibung besondere Regeln zu Testergebnissen verlangt.
| Gewichtsklasse     | Männer             | Land          | Frauen             | Land                   |
| ------------------ | ------------------ | ------------- | ------------------ | ---------------------- |
| Superleichtgewicht | Jorre Verstraeten  | Belgien       | Francesca Milani   | Italien                |
| Halbleichtgewicht  | Hifumi Abe         | Japan         | Diyora Keldiyorova | Usbekistan             |
| Leichtgewicht      | Fabio Basile       | Italien       | Christa Deguchi    | Kanada                 |
| Halbmittelgewicht  | Vedat Albayrak     | Türkei        | Lucy Renshall      | Vereinigtes Königreich |
| Mittelgewicht      | Marcus Nyman       | Schweden      | Kim Polling        | Niederlande            |
| Halbschwergewicht  | Zelym Kotsoiev     | Aserbaidschan | Shori Hamada       | Japan                  |
| Schwergewicht      | Tamerlan Baschajew | Russland      | Raz Hershko        | Israel                 |

## Siegerliste des Turniers 2022
Das zweite Grand-Slam-Turnier in Antalya fand vom 1. bis zum 3. April 2022 statt.
| Gewichtsklasse     | Männer              | Land      | Frauen                 | Land                   |
| ------------------ | ------------------- | --------- | ---------------------- | ---------------------- |
| Superleichtgewicht | Yang Yung-wei       | Taiwan    | Narantsetseg Ganbaatar | Mongolei               |
| Halbleichtgewicht  | Denis Vieru         | Moldau    | Réka Pupp              | Ungarn                 |
| Leichtgewicht      | Giorgi Teraschwili  | Georgien  | Jessica Klimkait       | Kanada                 |
| Halbmittelgewicht  | Guilherme Schimidt  | Brasilien | Lucy Renshall          | Vereinigtes Königreich |
| Mittelgewicht      | Iván Felipe Silva   | Kuba      | Marie-Ève Gahié        | Frankreich             |
| Halbschwergewicht  | Jorge Fonseca       | Portugal  | Anna-Maria Wagner      | Deutschland            |
| Schwergewicht      | Guram Tuschischwili | Georgien  | Léa Fontaine           | Frankreich             |

## Siegerliste des Turniers 2023
Das dritte Grand-Slam-Turnier in Antalya fand vom 31. März bis zum 2. April 2023 statt.
| Gewichtsklasse     | Männer          | Land        | Frauen           | Land       |
| ------------------ | --------------- | ----------- | ---------------- | ---------- |
| Superleichtgewicht | Luka Mkheidze   | Frankreich  | Blandine Pont    | Frankreich |
| Halbleichtgewicht  | Maxime Gobert   | Frankreich  | Amandine Buchard | Frankreich |
| Leichtgewicht      | Manuel Lombardo | Italien     | Rafaela Silva    | Brasilien  |
| Halbmittelgewicht  | Matthias Casse  | Belgien     | Ketleyn Quadros  | Brasilien  |
| Mittelgewicht      | Noël van ’t End | Niederlande | Saki Niizoe      | Japan      |
| Halbschwergewicht  | Aaron Fara      | Österreich  | Audrey Tcheuméo  | Frankreich |
| Schwergewicht      | Jelle Snippe    | Niederlande | Kayra Sayit      | Türkei     |

## Siegerliste des Turniers 2024
Das vierte Grand-Slam-Turnier in Antalya fand vom 29. März bis zum 31. März 2024 statt. Russische Judoka traten unter neutraler Flagge an.
| Gewichtsklasse     | Männer          | Land       | Frauen            | Land       |
| ------------------ | --------------- | ---------- | ----------------- | ---------- |
| Superleichtgewicht | Ajub Bliew      | Russland   | Natsumi Tsunoda   | Japan      |
| Halbleichtgewicht  | Hifumi Abe      | Japan      | Uta Abe           | Japan      |
| Leichtgewicht      | Adil Osmanov    | Moldau     | Christa Deguchi   | Kanada     |
| Halbmittelgewicht  | Takanori Nagase | Japan      | Kim Ji-su         | Südkorea   |
| Mittelgewicht      | Sanshiro Murao  | Japan      | Michaela Polleres | Österreich |
| Halbschwergewicht  | Jorge Fonseca   | Portugal   | Madeleine Malonga | Frankreich |
| Schwergewicht      | Teddy Riner     | Frankreich | Julia Tolofua     | Frankreich |